# Miloš Milovanović
Miloš Milovanović (in serbo Милош Миловановић?; Kraljevo, 9 dicembre 1987) è un calciatore serbo, difensore dello Sloga Kraljevo.

## Carriera

### Club
Il 1º luglio 2014 viene acquistato a titolo definitivo dalla squadra serba del Radnik Surdulica.